# Michele Camposarcuno
Michele Camposarcuno (Ripalimosani, 12 febbraio 1892 – 12 gennaio 1978) è stato un avvocato e politico italiano.